# Bitwa pod Chełmem (1794)
Bitwa pod Chełmem – bitwa, która miała miejsce 8 czerwca 1794 w czasie insurekcji kościuszkowskiej pomiędzy wojskiem polskim a rosyjskim na przedpolu miasta Chełm. Decydująca część bitwy miała miejsce w rejonie miejscowości Kamień położonej na południowy wschód od miasta.

## Bezpośrednia przyczyna starcia
Generał Józef Zajączek, mianowany przez naczelnika powstania Tadeusza Kościuszkę dowódcą linii Bugu, bezskutecznie usiłował w pierwszych dniach czerwca rozbić nad rzeką rosyjski korpus generała Zagriażskiego, po czym wycofał się pod Chełm z zadaniem osłony województwa lubelskiego i Lublina.

## Przebieg bitwy
8 czerwca 1794 pod miastem doszło do bitwy z połączonymi siłami generałów Derfeldena i Zagriażskiego – łącznie około 16,5 tysięcy żołnierzy plus 24 działa. Generał Zajączek miał do dyspozycji 6 tysięcy regularnego wojska i ponad 2 tysiące kosynierów oraz 14 dział.
1,5 kilometra przed miastem Zajączek obsadził zalesione wzgórza na trakcie łuckim. Bój rozpoczął się około godziny 10:00. Rosjanie z impetem uderzyli na lewe skrzydło obrony polskiej bronione przez majora Wyszkowskiego i generała Haumana. Walczący tu 10 Regiment Pieszy Szefostwa Działyńskich zachował się dzielnie. Załamanie w szeregach polskich nastąpiło po godzinie 17:00 gdy rosyjski pocisk armatni urwał głowę dowódcy artylerii polskiej Michałowi Chomentowskiemu, po którego śmierci pospolite ruszenie, składające się z pikinierów i kosynierów rozbiegło się w panice, porzucając jedną z trzech armat baterii, którą dowodził Chomentowski. Będącą w pościgu rosyjską jazdę zatrzymała, a następnie odrzuciła pod rosyjskie stanowiska, 1 Wołyńska Brygada Kawalerii Narodowej majora Wyszkowskiego. Kontratak był na tyle skuteczny, że Rosjanie, aby uniknąć przerwania własnych linii, ostrzelali z dział zarówno własną jazdę, jak i ścigających ich Polaków. To zatrzymało ścigających. Rosjanom dzięki przewadze w artylerii udało się zmusić Polaków do odwrotu w kierunku miasta. Szef sztabu generała Zajączka major Karol Otto Kniaziewicz mistrzowsko zorganizował odwrót zapobiegając całkowitej zagładzie korpusu. Wycofywanie polskich oddziałów skutecznie osłaniała idąca w straży tylnej 2 Brygada Kawalerii Narodowej Wielkiego Księstwa Litewskiego.